# Marco finlandés
El marco finés/finlandés (en finés: markka en sueco: mark) fue la moneda oficial de Finlandia. Coexistió con el euro desde 1999 a 2002, año en el que salió definitivamente de circulación. Se dividía en 100 peniques (en finés: penniä/penni). El código ISO 4217 para esta unidad monetaria era FIM y su abreviatura era mk.

## Historia
El marco fue emitido por primera vez en 1860 por el Banco de Finlandia, sustituyendo al rublo ruso con una tasa de cambio de 1:1. En 1865 el marco se desligó del rublo y unió su valor a la plata. Tras la independencia de Finlandia en 1917, la divisa fue respaldada por el valor del oro. El patrón de oro se abandonó en 1940 y el marco sufrió una grave inflación durante los años de la II Guerra Mundial. En 1963 se hizo una devaluación y se creó un nuevo marco, equivalente a 100 de los antiguos.
Finlandia se unió a los Acuerdos de Bretton Woods en 1948. El valor del marco se ligó al dólar con una tasa de cambio de 320 FIM = 1 USD, que sufrió cambios en 1963 y 1967. Tras la finalización de los Acuerdos de Bretton Woods en 1971, surgieron nuevas divisas a las que tomar como referencia. Ocasionalmente la moneda se devaluaba, hasta en un 60 % entre 1975 y 1990, permitiendo acercarse más al dólar estadounidense que al emergente marco alemán. La industria papelera, que utilizaba en sus transacciones el dólar estadounidense, fue culpada de estas devaluaciones para incrementar sus exportaciones. Varias políticas de control económico se eliminaron y gradualmente el mercado se liberalizó durante los años 80 y 90.
En 1991 el marco se fijó al ECU, pero tuvo que desligarse a los dos meses con una devaluación del 12 %. En 1992 Finlandia entró en una gran recesión, causada por varios factores, siendo el principal de ellos la gran deuda interior producida por el boom económico. Otro factor fue el colapso de la Unión Soviética, ya que con esta se mantenían varios acuerdos económicos que desaparecieron. Como resultado se abandonaron las antiguas tasas de cambio y el marco salió a flote. Su valor disminuyó inmediatamente un 13 % y los precios convergieron a los niveles alemanes. Algunos emprendedores que habían tomado dinero prestado en divisa extranjera se vieron de repente con una deuda insostenible.
En 1996 el marco finlandés se unió al mecanismo europeo de tipos de cambio y en 1999 al euro para ser sustituido por este físicamente en el 2002. Se especuló mucho si Finlandia adoptaría el euro debido a las fluctuaciones del mercado y a la llamada burbuja tecnológica, factores que influyeron en el valor del marco.

En el 2015 hubo una propuesta de los nacionalistas fineses de retomar el uso de la divisa ante la inestabilidad del Euro, lo que solo quedó en una propuesta. El tipo de cambio fijo preestablecido con respecto al euro quedó en:
- 1 € = 5,9457 FIM

## Monedas
Las primeras monedas que se acuñaron fueron denominaciones de 1, 5 y 10 penniä de cobre, 25 y 50 penniä de plata, y 1 y 2 marcos de plata, y 10 y 20 marcos de oro. Tras la I Guerra Mundial se sustituyeron los metales nobles por monedas de 25 y 50 penniä y 1 marco de cuproníquel en 1921, seguidas de 5, 10 y 20 marcos de bronce-aluminio entre 1928 y 1931. Durante la Segunda Guerra Mundial, el cobre sustituyó al cuproníquel en las denominaciones de 25 y 50 penniä y 1 marco, seguidas por unas acuñaciones de hierro de 10, 25 y 50 penniä y 1 marco. Durante este período también se emitieron monedas de 5 y 10 penniä con agujero.
En 1948 todas las monedas inferiores a 1 marco dejaron de acuñarse. En 1952 se introdujo una nueva serie con monedas más pequeñas de hierro en denominaciones de 1 y 5 marcos, seguidas de las de 10, 20 y 50 marcos de bronce-aluminio desde 1956, y denominaciones de 100 y 200 marcos de plata. Esta serie se mantuvo hasta la introducción de un nuevo marco en 1963.
Las series del nuevo marco se componían al principio de seis denominaciones: 1 penniä de aluminio, 5 penniä de cobre y más tarde de aluminio, 10 penniä de bronce-aluminio y después de aluminio, 20 y 50 penniä de bronce-aluminio y 1 marco de plata y más tarde de cuproníquel. Desde 1972 se introdujo una nueva moneda de 5 marcos de bronce-aluminio.

Las monedas en circulación antes del euro fueron las siguientes:
| Imagen | Denominación | Metal  | Metal  | Diámetro (mm) | Peso (g) | Canto              | Anverso                                                   | Reverso                                |
| Imagen | Denominación | Anillo | Centro | Diámetro (mm) | Peso (g) | Canto              | Anverso                                                   | Reverso                                |
| ------ | ------------ | ------ | ------ | ------------- | -------- | ------------------ | --------------------------------------------------------- | -------------------------------------- |
|        | 10 penniä    | Cu+Ni  | Cu+Ni  | 16,30         | 1,80     | Liso               | Convallaria - SUOMI · FINLAND - año de acuñación          | 10 PENNIÄ · PENNI - Panal              |
|        | 50 penniä    | Cu+Ni  | Cu+Ni  | 19,70         | 3,30     | Liso               | Oso pardo - SUOMI · FINLAND - año de acuñación            | 50 PENNIÄ · PENNI - Musgo capilar      |
|        | 1 marco      | Cu+Al  | Cu+Al  | 22,25         | 4,90     | Liso               | Escudo de Finlandia - SUOMI · FINLAND - año de acuñación  | 1 MARKKA · MARK                        |
|        | 5 marcos     | Cu+Al  | Cu+Al  | 24,50         | 5,50     | Liso SUOMI FINLAND | Foca del lago Saimaa - SUOMI · FINLAND - año de acuñación | 5 MARKKA · MARK - Libélula y nenúfares |
|        | 10 marcos    | Cu+Ni  | Cu+Al  | 27,25         | 8,00     | Liso               | Urogallo - SUOMI · FINLAND - año de acuñación             | 10 MARKKA · MARK - Jerbo               |

## Billetes
Los billetes en circulación hasta 2002 fueron los siguientes:
| Imagen del anverso | Imagen del reverso | Denominación | Color predominante | Anverso                                                                   | Reverso |
| ------------------ | ------------------ | ------------ | ------------------ | ------------------------------------------------------------------------- | --- |
|                    |                    | 10 marcos    | Azul               | 10 - KYMMENEN MARKKAA - TIO MARK - Paavo Nurmi - SUOMEN PANKKI            | 10 - Kymmenen markkaa - Tio mark - Estadio Olímpico de Helsinki - SUOMEN PANKKI - FINLANDS BANK - Escudo de Finlandia  |
|                    |                    | 20 marcos    | Verde/azul         | 20 - KAKSIKYMMENTÄ MARKKAA - TJUGO MARK - Väinö Linna - SUOMEN PANKKI     | 20 - Kaksikymmentä markkaa - Tjugo mark - Puente de Tammerkoski - SUOMEN PANKKI - FINLANDS BANK - Escudo de Finlandia  |
|                    |                    | 50 marcos    | Marrón             | 50 - VIISIKYMMENTÄ MARKKAA - FEMTIO MARK - Alvar Aalto - SUOMEN PANKKI    | 50 - Viisikymmentä markkaa - Femtio mark - Finlandia Hall - SUOMEN PANKKI - FINLANDS BANK - Escudo de Finlandia        |
|                    |                    | 100 marcos   | Verde              | 100 - SATA MARKKAA - HUNDRA MARK - Jean Sibelius - SUOMEN PANKKI          | 100 - Sata markkaa - Hundra mark - Cisnes - SUOMEN PANKKI - FINLANDS BANK - Escudo de Finlandia                        |
|                    |                    | 500 marcos   | Rojo               | 500 - VIISISATAA MARKKAA - FEMHUNDRA MARK - Elias Lönnrot - SUOMEN PANKKI | 500 - Viisisataa markkaa - Femhundra mark - Sendero en un bosque - SUOMEN PANKKI - FINLANDS BANK - Escudo de Finlandia |
|                    |                    | 1.000 marcos | Violeta            | 1000 - TUHAT MARKKAA - TUSEN MARK - Mikael Agricola - SUOMEN PANKKI       | 1000 - Tuhat markkaa - Tusen mark - Suomenlinna - SUOMEN PANKKI - FINLANDS BANK - Escudo de Finlandia                  |